# Love Beach
Love Beach este un album din 1978 al trupei de rock progresiv, Emerson, Lake and Palmer. A fost ultimul album al formației până la Black Moon (1992), fiind realizat mai mult pentru a îndeplini obligațiile legate de contractul cu casa de discuri. A fost o dezamăgire critică și comercială clasându-se abia pe locul 55 în Billboard 200, cu toate că ulterior va primi disc de aur. Nici grupul nu a fost prea mulțumit de acest material; bateristul Carl Palmer a criticat chiar și coperta albumului, pe care sunt prezenți membrii trupei afișați într-o ipostază demnă de Bee Gees. 

## Lista pieselor
1. „All I Want Is You” (Lake, Sinfield) (2:35)
2. „Love Beach” (Lake, Sinfield) (2:46)
3. „Taste of My Love” (Lake, Sinfield) (3:33)
4. „The Gambler” (Emerson, Lake, Sinfield) (3:23)
5. „For You” (Lake, Sinfield) (4:28)
6. „Canario” (din Fantasia para un Gentilhombre) (J. Rodrigo) (4:00)
7. „Memoirs of an Officer and a Gentleman” (Emerson, Sinfield) (20:16)

## Single-uri
- "Canario"/"All I Want Is You" (1978)

## Componență
- Keith Emerson - claviaturi
- Greg Lake - voce, chitare, bas
- Carl Palmer - baterie, percuție